# دیوان عالی جمهوری آذربایجان
دیوان عالی جمهوری آذربایجان (ترکی آذربایجانی: Azərbaycan Respublikası Ali Məhkəməsi) بالاترین مرجع قضایی و دادگاه نهایی تجدید نظر در سیستم قضایی سه مرحله‌ای جمهوری آذربایجان است.
دیوان عالی آذربایجان مسئولیت اجرای عدالت در پرونده‌های مدنی (از جمله اختلافات اداری و اقتصادی)، پرونده‌های کیفری و سایر موارد مربوط به مورد رسیدگی دادگاه‌های عمومی یا تخصصی را دارد. با وجود اینکه مقر دیوان در باکو مستقر است، ولی حیطه اختیاراتش تمام کشور را پوشش می‌دهد.

## تاریخچه
تاریخ دایر شدن دیوان عالی در جمهوری آذربایجان به ۲۸ ماه مه سال ۱۹۱۸، یعنی زمان تأسیس جمهوری خلق آذربایجان بازمی‌گردد.
از اوایل دهه ۱۹۹۰، اصلاحات بنیادین حقوقی و قضایی در جمهوری آذربایجان تحت رهبری حیدر علی‌اف انجام شد، که از آن‌ها می‌توان به ایجاد قضائیه سه مرحله ای جدید، تصویب چندین قانون همچون «قانون اراضی شهری»، قانون مدنی، قانون آیین دادرسی کیفری، قانون تخلفات اداری، قانون مسکن و غیره… اشاره نمود.
سپس شورای حقوقی و قضایی متشکل از نمایندگان سه قوه - مقننه، قضائیه و مجریه - ساماندهی شد و نقش مهمی در انتخاب قضات به مراجع قضایی مختلف از جمله دیوان عالی از طریق آزمون یا امتحان و مصاحبه کاری ایفا نمود.

## ساختار
- اتاق مسائل مدنی
- اتاق مسائل اداری و اقتصادی
- اتاق مسائل جنایی
- اتاق مسائل نظامی[۶]